# Baranjska županija
Baranjska županija (mađ. Baranya megye, nje. Branau) je županija u Mađarskoj. Upravna je jedinica koja se prostire kroz regiju Baranju, odnosno u jugoistočnoj Mađarskoj.

## Zemljopisne osobine
Nalazi se uz granicu s Hrvatskom, a njena granica je djelimice prirodna, jer ju čini rijeka Drava i rijeka Dunav.

Susjedne županije su Bačko-kiškunska županija, Tolnanska županija i Šomođska županija.
Površine je 4430 km².

## Povijest
U povijesti je postojala istoimena županija (comitatus) u Kraljevini Ugarskoj. Njen teritorij je onda bio nešto veći nego što je danas.

## Vode
Od značajnijih rijeka, u Baranjskoj županiji se nalaze:
- Dunav
- Drava
- Fekete víz
- Pécsi víz
- Bükkösdi víz
- Karašica[1]

Površinske vode su zagađene (posebice Pécsi víz), uz izuzetak Drave i Karašice.
Od vodnih kanala, u Baranjskoj županiji se nalazi Baranjski kanal (mađ. Baranya csatorna), Albrecht-Karasica csatorna.

## Upravna organizacija
Glavni grad je Pečuh. U njoj se nalazi 301 općina. 
Naselja u županiji su organizirana u nekoliko mikroregija: komlovski, mohački, pečvarski, pečuški, selurinački, sigetski, šaški, šeljinski i šikloški.
Nalazi se u jugoistočnom dijelu statističke regije Južno Podunavlje.
Hrvatska imena naselja prema

 ili

### Gradovi
Gradovi u Baranjskoj županiji (broj stanovnika je u zagradama, prema popisu 2001.).
- Komlov (27.462)
- Mohač (19.085)
- Siget (11.492)
- Šikloš (10.384)
- Selurinac[10] (7265)
- Pečvar (4104)
- Mišljen (4058)
- Boja (3715)
- Šaš (3570)
- Arkanj, Harkanj[11] (3519)
- Šeljin (3248)
- Viljan (2793)

### Sela
| - Abaliget - Adorjás - Ág - Mamelik - Almáskeresztúr - Močilag - Semartin (Martince Donje) - Varažda - Ranjoš - Ata - Babrac - Pabac, Babac - Bakóca - Bakonya - Bokšica - Bánfa - Idvik - Baranyajenő - Baranyaszentgyörgy - Bašalija - Belvar - Breme, Brime - Berkuš - Bešenca - Bezedek - Bičir, Bičer - Bikala - Birjan - Bišira - Boda - Đabir - Bogdašin - Bogadin, Borovo - Bogádmindszent - Gospojinci - Borjat - Boštin - Botka - Bikeš - Bar - Biriš - Ostrovo - Crnota - Čebinj - Čerda - Cserkút - Čerta - Senta - Cún | - Denčaz - Breka - Visov - Čeja - Drávacsepely - Fokrta, Fok - Ivanidba - Križevce, Križevci - Palkanja - Drávapiski - Saboč, Sabloč - Sredalj - Starin - Sečuv, Sečuh, Sečuj - Egrag, Jegrag - Rastince - Egyházaskozár - Elen, Lenda - Androc, Andrec - Mečka - Marok - Setržebet - Bodica - Feketić, Fejket - Felsőegerszeg - Martince - Garija - Gredara - Gereš - Grenjiš - Gilvánfa - Đudra - Garčin - Duboka, Garčin, Gerčin - Grdiša - Đoda - Natfara - Meljek, Mejek - Ašađ - Maroca - Edsemartin - Eleš - Tević - Idoš - Imešaz, Nemišaz, Nimeš - Hirics - Obolj, Vobol - Kalinjača, Vomrud - Ertelen, Retlenda | - Hetinj - Gustot - Ibaba - Iločac - Pačva - Ivanj - Ivándárda - Kacsóta - Kákics - Kárász - Kašad (Kásád) - Katolj - Katádfa - Kikoš, Kekeš - Kémes - Kemša - Keresztespuszta - Kesuj, Kesin - Vujfaluba - Királyegyháza - Kisasszonyfa - Kisbeszterce - Mali Budmir - Kisdobsza - Dirovo, Kizdir - Kishajmás - Aršanjac - Renda - Jakobovo - Kaša - Lipovica - Narad, Šnarad - Kisszentmárton - Kistamási - Tapoca - Tofaluba, Kišfalov - Kisvaszar - Kisújbánya - Kubin - Kukinj - Kuljket, Kulked - Korša - Kovasiluš - Kővágótöttös - Kovačida - Kovácsszénája - Lančug, Lančuk - Lapandža | - Liget - Lipovo - Litoba - Lotar - Jetinj - Lúzsok - Magoč (Mágocs) - Madžarboja - Gređa - Magyarhertelend - Luka - Magyarmecske - Šaroš - Sika - Magyartelek - Majša - Mánfa - Marva - Kemed - Markovce - Marok - Martofa, Mortona - Maraza - Marača, Maroč - Maća - Máza - Nadoš, Nadaš - Pliške - Mekinjiš, Mekinjaš - Mrnja, Meren - Meződ - Mindszentgodisa - Molvan, Molvar - Minjorod - Možgaj, Možgov - Veliki Budmir - Nagycsány - Dopsa - Nagyhajmás - Haršanj, Aršanj (Nagyharsány) - Kozar - Jarad, Njarad - Palija - Petreda - Veliko Selo, Tofala, Totovala - Nagyváty - Nemeška - Nijemet - Sentžebet | - Óbánya - Ovčar - Faluv - Korvođa - Okrag - Olas - Oldince, Olnica - Orfű - Raslovo - Ózdfalu - Plakinja, Palkonija - Božuk - Palé - Páprád - Pokloša - Pécsbagota - Devčar - Udvar - Pelir, Pelerda - Prekad - Peterda - Petan - Piškiba - Pócsa - Pogan - Rádfalva - Reginja, Regenja - Rumenja - Biduš - Sámod - Šarok - Šatorišće, Šatorište - Siklósbodony - Naćfa - Šumberak, Šumbrig - Opat - Somogyhatvan - Rašađ - Vislovo - Vertiga, Vertika - Sumony - Szabadszentkirály - Szágy - Sajka - Slatnik - Salanta - Spornica - Sras | - Szászvár - Szava - Sebinj, Sevenj - Surdukinj, Surgetin - Székelyszabar - Seluv - Semelj - Sedijanaš - Szentegát - Szentkatalin - Laslov - Szilvás - Szilágy - Suka - Sukit - Surinj - Suliman - Sur - Tarrós - Tikeš - Dekla - Tengarin - Tišna - Tišnja - Tofij - Tormás - Seđuđ - Titoš - Turon - Udvar, Dvor - Petra, Racpetra - Vajslovo - Várad - Varga - Vásárosbéc - Dubovac - Vázsnok - Vejtiba, Vertiba - Vikinj - Valinje, Velinjevo - Vemen, Vimen - Vršenda - Keveša, Kovaš - Vakan - Zádor - Zalat - Vakonja - Zuka |

U ovoj županiji se nalazi marijansko svetište Jud (Đud, mađ. Máriagyűd).

## Stanovništvo
U županiji živi oko 407.448 stanovnika (prema popisu 2001.).
- Mađari = 375.611 (92,19%)
- Nijemci = 22.720 (5,58%)
- Romi, Bajaši = 10.623 (2,61%)
- Hrvati = 7294 (1,79%)
- ostali

## Partnerska županija
- Zadarska županija[24]

## Vanjske poveznice
- Službene stranice
- (engleski) Mađarski statistički ured - nacionalni sastav Baranjske županije 2001.